# Eichenbach (Ahr)
Der Eichenbach ist ein etwas über 71⁄2 Kilometer langer, orographisch linker Nebenfluss der Ahr im nordrhein-westfälischen Kreis Euskirchen und im rheinland-pfälzischen Landkreis Ahrweiler.

## Name
Der Eichenbach führt auch den Namen Hirzenflosseifen. Die Angaben, welche Abschnitte Eichenbach und welche Hirzenflosseifen heißen, sind in den Informationssystemen von Rheinland-Pfalz und Nordrhein-Westfalen unterschiedlich.

## Geographie

### Verlauf
Der Eichenbach entspringt im Lommersdorfer Wald nordöstlich des Ortsteils Lommersdorf der Gemeinde Blankenheim auf einer Höhe von ca. 528 m ü. NHN. Von hier aus fließt der Bach nach Nordosten und erreicht nach weniger als einem Kilometer die Landesgrenze von Rheinland-Pfalz. Er schwenkt nach Osten und setzt seinen Lauf entlang der Landesgrenze fort. In Höhe von Aremberg ändert er seinen Lauf wieder nach Nordosten, fließt unterhalb des Arembergs vorbei bis Eichenbach. Ab hier teilt sich der Eichenbach sein Tal mit der Kreisstraße 5 und mündet zwischen Antweiler und Fuchshofen auf etwa 273 m Höhe in den dort von Westen kommenden Rhein-Zufluss Ahr.
Auf seinem sieben Kilometer langen Weg überwindet der Bach einen Höhenunterschied von 255 Metern, was einem mittleren Sohlgefälle von 37 ‰ entspricht. 

### Einzugsgebiet
Das 7,1 km² große Einzugsgebiet des Eichenbachs  liegt in der Eifel und wird über die Ahr und den Rhein zur Nordsee entwässert.

### Zuflüsse
- Eichenbach [GKZ 27185342] (rechts), 0,3 km, 0,156 km²
- Tiefenseifen (rechts), 0,9 km, 1,144 km²